# Ri Yong-sam
Ri Yong-sam (koreanisch 리영삼 Ri Yŏng-sam; * 22. August 1972) ist ein ehemaliger nordkoreanischer Ringer.

## Biografie
Ri Yong-sam wurde 1992 erstmals Asienmeister im Bantamgewicht des Freistilringens. 1996, 1999 und 2000 konnte er diesen Titel ebenfalls gewinnen. Bei den Olympischen Sommerspielen 1996 in Atlanta gewann er im Bantamgewicht des Freistilringens Bronze. Bei seiner zweiten Olympiateilnahme in Sydney 2000 wurde er Elfter. Zwischen seinen Olympiaauftritten konnte er 1998 Asienspielesieger werden. Zudem gewann er bei den Militärweltspielen 1995 in Rom Gold und 1999 in Zagreb Silber.